# Mistrzostwa Europy w Podnoszeniu Ciężarów 1952
Mistrzostwa Europy w Podnoszeniu Ciężarów 1952 – 32. edycja mistrzostw Europy w podnoszeniu ciężarów, która odbyła się między 25 a 27 lipca 1952 w Helsinkach (Finlandia). Startowali tylko mężczyźni w 7 kategoriach wagowych.

## Medaliści
| Kategoria: | Złoto:              | Wynik    | Srebro:          | Wynik    | Brąz:            | Wynik    |
| 56 kg      | Iwan Udodow         | 315 kg   | Maurice Megennis | 280 kg   | Karel Saitl      | 272,5 kg |
| 60 kg      | Rafael Czimiszkiani | 337,5 kg | Nikołaj Saksonow | 332,5 kg | Bálint Nagy      | 307,5 kg |
| 67,5 kg    | Jewgienij Łopatin   | 350 kg   | Johan Runge      | 330 kg   | Ermanno Pignatti | 325 kg   |
| 75 kg      | Åke Hedberg         | 357,5 kg | Frank Teräskari  | 352,5 kg | André Dochy      | 350 kg   |
| 82,5 kg    | Trofim Łomakin      | 417,5 kg | Arkadij Worobjow | 407,5 kg | Jean Debuf       | 400 kg   |
| 90 kg      | Grigorij Nowak      | 410 kg   | Luciano Zardi    | 367,5 kg | Kai Outa         | 365 kg   |
| + 90 kg    | Heinz Schattner     | 422,5 kg | Franz Hölbl      | 387,5 kg | Lage Andersson   | 380 kg   |

## Klasyfikacja medalowa
| Klasyfikacja medalowa | Klasyfikacja medalowa | Klasyfikacja medalowa | Klasyfikacja medalowa | Klasyfikacja medalowa | Klasyfikacja medalowa |
| --------------------- | --------------------- | --------------------- | --------------------- | --------------------- | --------------------- |
| Miejsce               | Reprezentacja         | Złoto                 | Srebro                | Brąz                  | Razem                 |
| 1.                    | ZSRR                  | 5                     | 2                     | 0                     | 7                     |
| 2.                    | Szwecja               | 1                     | 0                     | 1                     | 2                     |
| 3.                    | RFN                   | 1                     | 0                     | 0                     | 1                     |
| 4.                    | Finlandia             | 0                     | 1                     | 1                     | 2                     |
| 4.                    | Włochy                | 0                     | 1                     | 1                     | 2                     |
| 6.                    | Wielka Brytania       | 0                     | 1                     | 0                     | 1                     |
| 6.                    | Dania                 | 0                     | 1                     | 0                     | 1                     |
| 6.                    | Austria               | 0                     | 1                     | 0                     | 1                     |
| 9.                    | Francja               | 0                     | 0                     | 2                     | 2                     |
| 10.                   | Czechosłowacja        | 0                     | 0                     | 1                     | 1                     |
| 10.                   | Węgry                 | 0                     | 0                     | 1                     | 1                     |